# 몬토폴리인발다르노
몬토폴리인발다르노 (Montopoli in Val d'Arno) 이탈리아 토스카나주의 피사도에 위치한 코무네 (지방자치단체)이다. 피렌체에서 남서쪽 약 40 킬로미터 (25 mi) 피사에서 동쪽 약 30 킬로미터 (19 mi) 거리에 있다.
카스텔프란코디소토, 팔라이아, 폰테데라, 산미니아토, 산타마리아아몬테 등과 경계를 이루고 있다.
한때 이곳에 있던 성의 주인인 카스트루초 카스트라카니의 이름을 딴 탑과 아치가 있는 곳이다. 도시 외곽 프란치스코회의 마돈나 디 산 로마노 성당과 산타 마리아 노벨라 교구 교회가 위치해 있다.

## 유명 인물
- 아르투로 팔라스키 (1933–2010) - 유전학자이, 몬토폴리인발다르노에서 사망

## 자매 도시
- 이탈리아 토렐라데이롬바르디
- 프랑스 모잔레잘피유